# Мајкл Керат
Мајкл Керат (Даблин, 9. јул 1967) је ирски боксер и олимпијски победник. На Олимпијским играма у Барселони 1992. освојио је златну медаљу у велтер категорији што је била прва златна медаља за ирски бокс на олимпијским играма. Такмичио се и на Олимпијским играма 1988. када је заузео девето место, а на Светском првенству 1989. у Москви освојио је бронзу. Проглашен је за најбољег спортисту Ирске 1992. Опробао се и у професионалном боксу.